# Moving Shadow
La Moving Shadow è stata una casa discografica inglese di jungle/drum and bass, fondata nel 1990 da Rob Playford. Allo stesso modo di altre etichette come Suburban Base, Formation Records, D-Zone, Reinforced, e Metalheadz, la Moving Shadow ha raggiunto una popolarità tale nel suo genere da poter pubblicare più di 200 brani, mentre altre si sono fermate solo a 50.
L'etichetta è stata fondata nel 1990, operando inizialmente dalla casa di Playford a Stevenage. Playford prima di creare la Moving Shadow, pubblicò una propria traccia, chiamata Orbital Madness, che diventò un punto di riferimento per i produttori "casalinghi" del genere. Il primo EP pubblicato nel 1991; chiamato Psychotronic EP di Earth Leakage Trip. Molti artisti attribuiti ai primi brani rilasciati dalla Moving Shadow non erano altro che alias di Playford stesso, come 2 Bad Mice, un gruppo da lui formato con Sean O'Keeffe e Simon Colebrooke. Quando la scena rave divenne più importante nel 1991 e nel 1992, la Moving Shadow, come l'amichevole rivale Suburban Base & D-Zone, è entrata nella classifica UK Top 75 con Music Takes You, di Blame, e Bombscare, di 2 Bad Mice.
Negli anni successivi alla scena rave, la Moving Shadow gravitava verso il genere emergente darkcore jungle. Brani rilasciati da artisti come Deep Blue, (Sean O'Keeffe), Foul Play, Omni Trio, e Hyper-On Experience aumentarono ulteriormente la fama della casa, e dal 1994, la Moving Shadow era diventata il punto di riferimento jungle/drum an bass del Regno Unito.